# Begraafplaats van Boussu-Bois
De Begraafplaats van Boussu-Bois is een gemeentelijke begraafplaats in het Belgische gehucht Boussu-Bois dat deel uitmaakt van de gemeente Boussu in de provincie Henegouwen. De begraafplaats ligt aan de Rue du Dour op ruim 680 m ten noorden van het dorpscentrum (Église Saint Charles) en wordt grotendeels omgeven door een muur en een haag. Ze heeft een trapeziumvormig grondplan en bestaat uit een oud en een nieuw gedeelte die van elkaar gescheiden zijn door een muur. De twee delen worden door twee kruisende paden in vier vakken verdeeld. Vlak bij de ingang staat een herdenkingssteen voor de gesneuvelde gemeentenaren uit de Eerste Wereldoorlog.

## Brits oorlogsgraf
Op de begraafplaats ligt het graf van de Canadese soldaat Charles Howard Clark. Hij diende bij de Canadian Infantry en sneuvelde op 8 november 1918. 
Zijn graf wordt onderhouden door de Commonwealth War Graves Commission en staat er geregistreerd onder Boussu-Bois Communal Cemetery.